# Nemzetpolitikai Kutatóintézet
A Nemzetpolitikai Kutatóintézet (rövidítve: NPKI) 2011 novemberében jött létre. Alapítása óta a Bethlen Gábor Alapkezelő Zrt. keretében, a Nemzetpolitikai Államtitkárság háttérintézményeként működik. Legfőbb célja, hogy a külhoni magyar közösségekkel és az anyaországi támogatásokkal kapcsolatos kutatások eredményeit a politika számára is hasznosítható formában közvetítse.

## Kutatások
A Nemzetpolitikai Kutatóintézet kiemelt feladatai közé tartozik a nemzetpolitikai vonatkozású kutatások kezdeményezése és összehangolása. Az anyaországi támogatásokhoz igazodó oktatási és gazdasági témájú kutatások mellett, az érintett magyar közösségek demográfiai és nyelvi folyamatainak, a külhoni magyar pártok választási eredményeinek és autonómiatörekvéseinek, a kisebbségi jogok betartásának, valamint a migrációs eredetű magyar diaszpóraközösségek múltjának és jelenének tudományos feltérképezése is hozzátartozik az intézet profiljához.

## Kiadványai
A hazai és nemzetközi tudományos porondon való részvétel érdekében a Nemzetpolitikai Kutatóintézet több saját és szerkesztett kiadványt is megjelentetett. A tanulmánykötetek mellett 2012 és 2015 között a Lucidus Kiadó gondozásában megjelenő magyar nyelvű Kisebbségkutatás, valamint angol nyelvű Minority Studies folyóiratok szerkesztésben vett részt. Ezt követően 2016-ban elindította a negyedévente megjelenő Kisebbségi Szemle című önálló folyóiratát, valamint 2017-ben kiadásra került saját angol nyelvű évkönyve is, a Hungarian Journal of Minority Studies. Mindkét periodika szaklektorált (peer-reviewed) és az MTA által jegyzett, „A” kategóriába sorolt.

## Rendezvények, konferenciák
A kutatómunka során összegyűjtött ismeretek átadása érdekében a Nemzetpolitikai Kutatóintézet folyamatosan kezdeményez és szervez konferenciákat, szemináriumokat, kerekasztal-beszélgetéseket, hazai és nemzetközi porondon egyaránt. Széleskörű rendezvényeinek keretében a tudományos szakértők mellett megszólalnak az érintett és vizsgált kisebbségi közösségek képviselői, valamint az anyaországi támogatásokért felelős nemzetpolitikai döntéshozók is.

## Oktatás
A Nemzetpolitikai Kutatóintézet munkatársai rendszeresen adnak elő felsőoktatási intézményekben, kurzusokon, konferenciákon, továbbképzéseken és nyári egyetemeken. Ezirányú tevékenységeik révén lényegében meghonosították a nemzetpolitika oktatását Magyarországon, jelentősen hozzájárulva a közigazgatásban dolgozó tisztviselők és az egyetemi hallgatók külhoni magyarokról meglévő ismereteinek bővítéséhez és mélyítéséhez.